# Liste der Biografien/Weip
Liste der Biografien |
Portal Biografien |
Personensuche
# |
A |
B |
C |
D |
E |
F |
G |
H |
I |
J |
K |
L |
M |
N |
O |
P |
Q |
R |
S |
T |
U |
V |
W |
X |
Y |
Z |
?
 
Wa |
Wc |
Wd |
We |
Wh |
Wi |
Wj |
Wl |
Wn |
Wo |
Wr |
Ws |
Wt |
Wu |
Ww |
Wy |
Wz
 
Wea |
Web |
Wec |
Wed |
Wee |
Wef |
Weg |
Weh |
Wei |
Wej |
Wek |
Wel |
Wem |
Wen |
Weo |
Wep |
Wer |
Wes |
Wet |
Weu |
Wev |
Wew |
Wex |
Wey |
Wez
 
Weia |
Weib |
Weic |
Weid |
Weie |
Weif |
Weig |
Weih |
Weij |
Weik |
Weil |
Weim |
Wein |
Weip |
Weir |
Weis |
Weit |
Weix |
Weiz
Die Liste der Biografien führt alle Personen auf, die in der deutschsprachigen Wikipedia einen Artikel haben. Dieses ist eine Teilliste mit 13 Einträgen von Personen, deren Namen mit den Buchstaben „Weip“ beginnt.

## Weip

### Weipe
- Weiper, Christian (* 1967), deutscher Offizier und Kapellmeister
- Weiper, Nelson (* 2005), deutscher Fußballspieler
- Weipert, Axel (* 1980), deutscher Historiker mit Arbeitsschwerpunkten zur deutschen und Berliner Arbeiterbewegung, zum Ersten Weltkrieg und der Demokratisierung in historischer Rückschau
- Weipert, Heinrich (1856–1905), deutscher Jurist
- Weipert, Otto (1874–1961), deutscher Reichsgerichtsrat
- Weipert, Reinhard (* 1950), deutscher Semitist

### Weipp
- Weippert, Emil (1878–1945), deutscher Architekt
- Weippert, Georg (1899–1965), deutscher Nationalökonom und Soziologe
- Weippert, Helga (1943–2019), deutsche Alttestamentlerin
- Weippert, Lola (* 1996), deutsche Radio- und FernsehmoderatorinLola Weippert (* 1996)

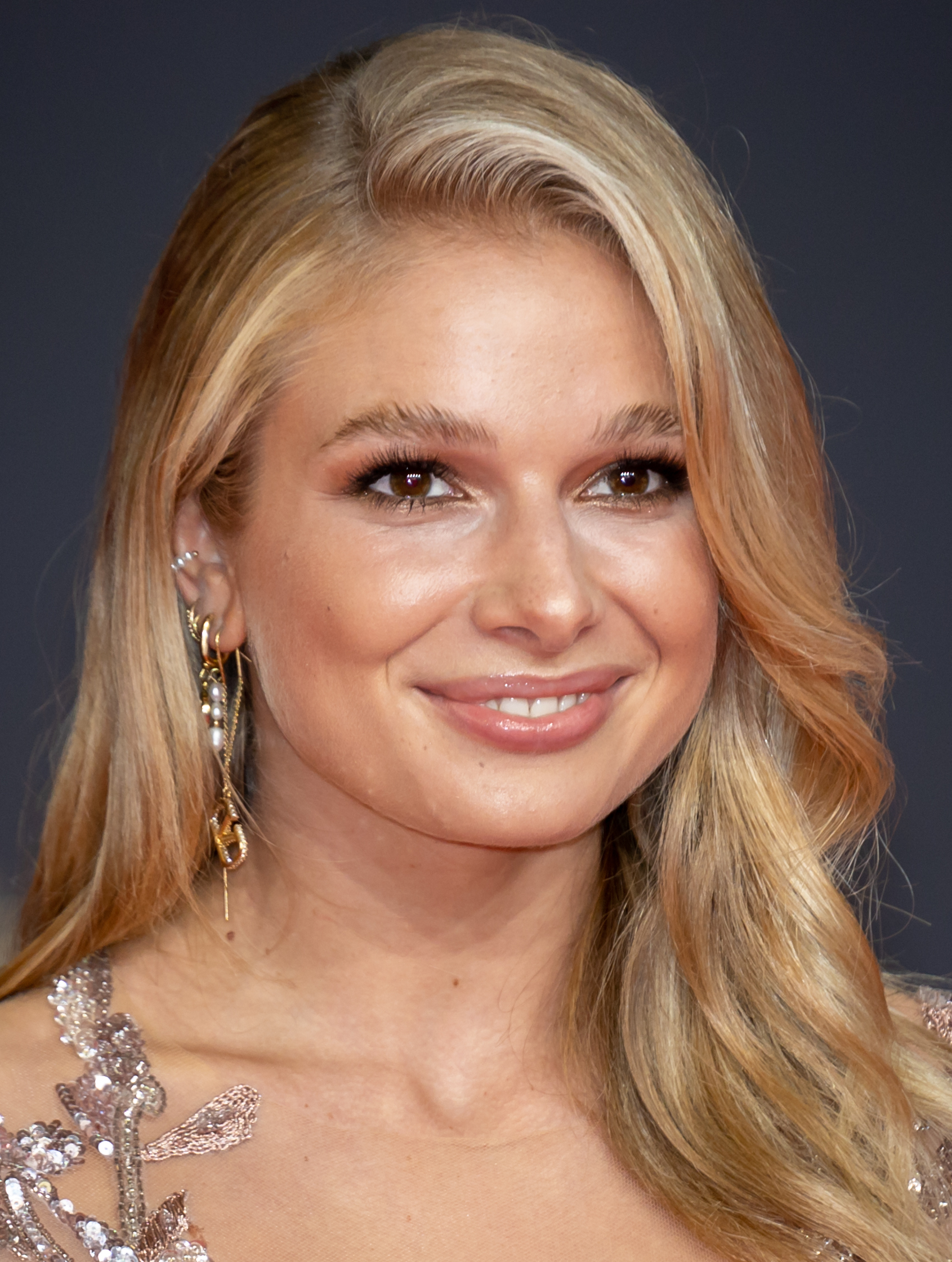
Lola Weippert (* 1996)

- Weippert, Manfred (* 1937), deutscher evangelischer Alttestamentler
- Weippert, Nadja (* 1982), deutsche Politikerin (Bündnis 90/Die Grünen)

### Weipr
- Weiprecht, Heino (1912–1988), deutscher Politiker (SED)